# Yukon-Kuskokwim Portage
Koordinaten: 61° 39′ N, 160° 42′ W
Als Yukon-Kuskokwim Portage wird ein rund 70 km langer Landweg in Alaska zwischen den Flüssen Yukon und Kuskokwim an der Stelle von deren geringstem Abstand zueinander bezeichnet. Die Portage liegt im Yukon-Kuskokwim-Delta im östlichen Teil des Yukon Delta National Wildlife Refuge und verbindet das Russian Mission gegenüberliegende Flussufer des Yukon River (⊙) mit Upper Kalskag (⊙) am Kuskokwim River. Der Weg wird von den Ureinwohnern Alaskas seit prähistorischen Zeiten genutzt.
Die Portage verläuft großteils durch Sumpfgebiete, zunächst entlang dem Portage Slough am Yukon River zum Talbiksok River. Dann entlang diesem, am Kulik Lake vorbei und schließlich entlang Johnson River, Crooked Creek und Mud Creek zum Kuskokwim River.
Der Russe Glasunow war 1834 wahrscheinlich der erste Europäer, der die Portage nutzte. 1842 bereiste Lawrenti Sagoskin im Auftrag der Russisch-Amerikanischen Kompagnie die Region und empfahl, die Handelsposten am Kuskokwim von St. Michael am Norton Sound aus zu versorgen. Die Kompagnie transportierte in der Folgezeit Güter zum flussaufwärts von Kalskag gelegenen Posten Kolmakof Redoubt über die Yukon-Kuskokwim Portage. Nach dem Kauf Alaskas von Russland erwähnte 1898 der Geologe Josiah Edward Spurr vom United States Geological Survey (USGS) die steigende wirtschaftliche Bedeutung des Wasserwegs zum Yukon. Im Zuge des Baus der Alaska Railroad baute die Bundesregierung die Portage aus, um Güter aus der Kuskokwim-Region zur neuen Eisenbahn bringen zu können. 1919 wurde von R. M. Sargent vom USGS die erste detaillierte Karte angelegt. In den 1920er- und 1930er-Jahren fanden weitere umfangreiche Ausbauarbeiten durch die Alaska Road Commission statt. Der Einsatz von Flugzeugen hat den Weg ab den 1940er-Jahren bedeutungsloser werden lassen. Nach der Anerkennung Alaskas als Bundesstaat 1959 gab es mehrere Anläufe, den verwilderten Weg zu restaurieren, von denen jedoch keiner umgesetzt wurde.